# ورزش در ایران

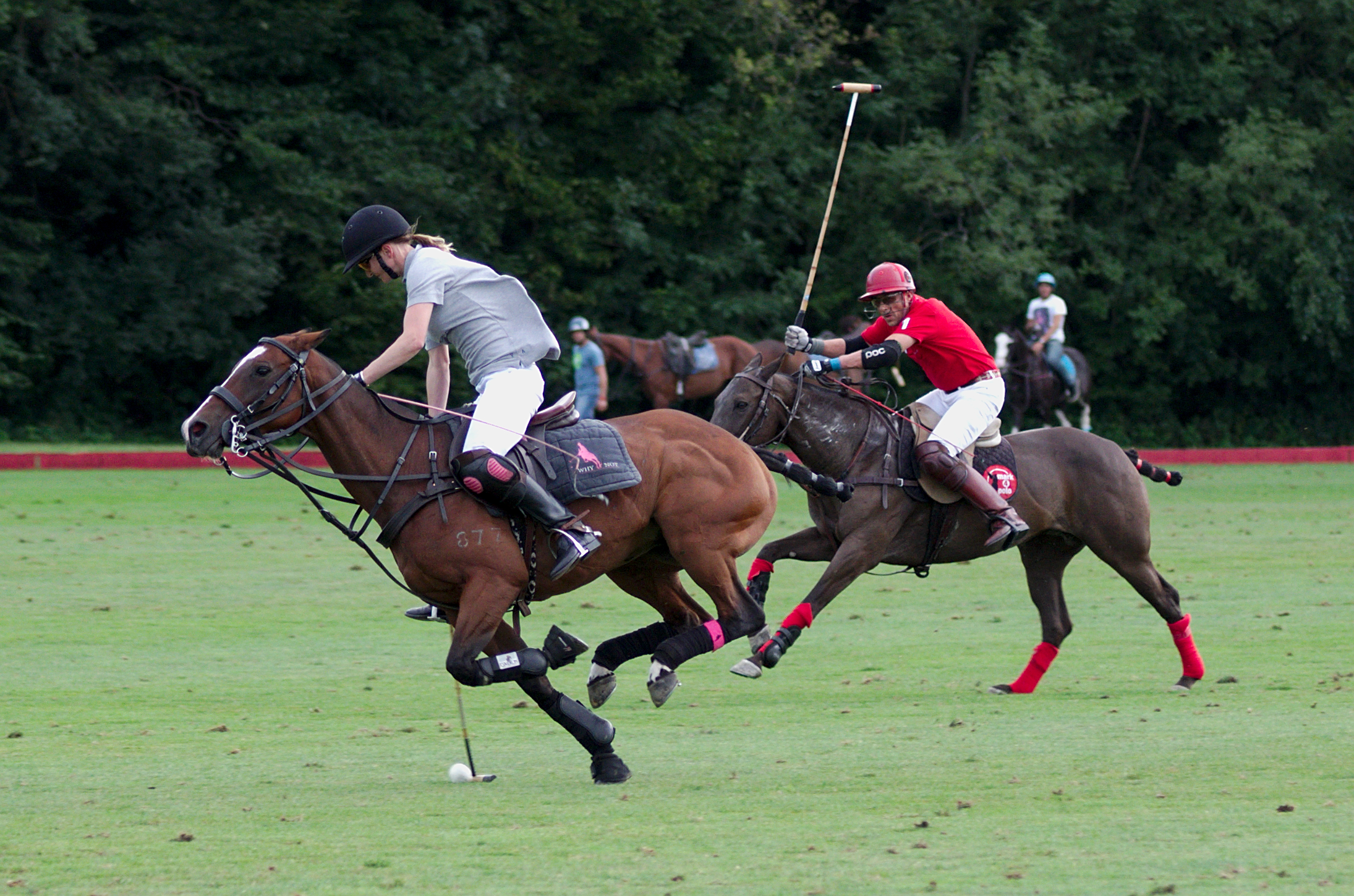
چوگان یک ورزش ملی ایرانی برای زنان و مردان است که بلندپایگان و شاهان نیز آن را بازی می‌کردند.

ورزش در ایران بخشی مهم از جامعه و فرهنگ ایرانی بوده‌است.
ورزش‌های سنتی ایران، شامل بخش‌های کشتی، اسب‌دوانی و بدن‌سازی می‌شود. ورزش‌های تیمی، در سدهٔ بیستم میلادی، از غرب وارد این کشور شدند که شاخص‌ترین آنان، فوتبال، راگبی و والیبال بوده‌است. در دوران حکومت سلطنتی پیشین، ورزش‌های نوین در برنامه‌های درسی آموزشگاه‌ها گنجانیده شدند. در سال ۱۹۴۸، ورزشکاران ایرانی برای نخستین‌بار در بازی‌های المپیک شرکت کردند. نخستین حضور ایران در بازی‌های المپیک زمستانی نیز در سال ۱۹۵۶ بود. بیشتر مدال‌های المپیک ایران، در رشته‌های کشتی، وزنه‌برداری و ورزش‌های رزمی به‌دست آمده‌اند. ایران، زادگاه آیین‌های پهلوانی و زورخانه‌ای و چوگان (مورد اختلاف با آذربایجان) است. چوگان برای نخستین‌بار، در ایران در سدهٔ ششم پ. م پدیدار گشت و کم‌کم تا تبت، چین، ژاپن، عربستان و هند گسترش یافت. ورزش زورخانه‌ای و چوگان، در فهرست میراث فرهنگی ناملموس یونسکو در ایران به ثبت رسیده‌اند.

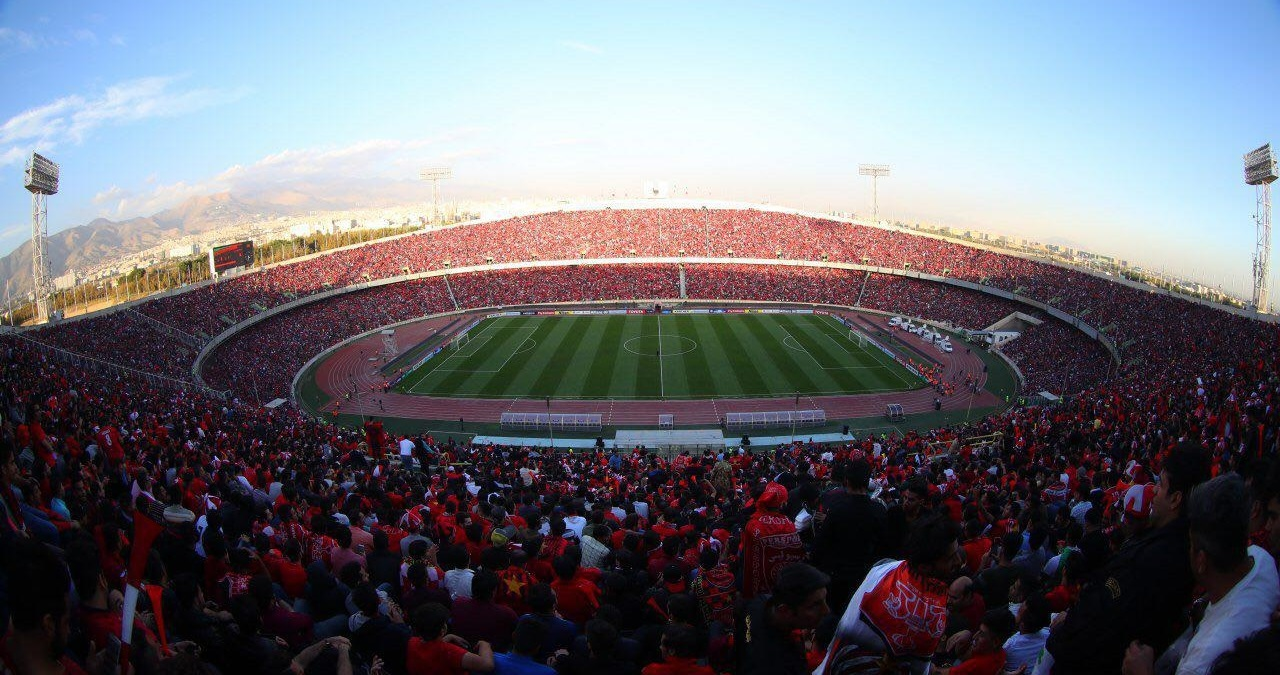
ورزشگاه آزادی تهران، از بزرگ‌ترین ورزشگاه‌های آسیا که به عنوان میزبان اصلی بازی‌های آسیایی ۱۹۷۴ ساخته شد و میزبان مسابقات بین‌المللی قابل توجهی بوده‌است.

فوتبال به پرهوادارترین ورزش در ایران تبدیل شده‌است. به عنوان دوره‌ای درخشان، تیم ملی فوتبال ایران در سال‌های ۱۹۶۸، ۱۹۷۲، ۱۹۷۴ و ۱۹۷۶ به قهرمانی در بالاترین سطح آسیا دست یافت و نخستین‌بار در سال ۱۹۷۸ به جام جهانی فوتبال راه پیدا کرد. در این دوران درخشان، باشگاه فوتبال تاج نیز در مسابقات باشگاهی قهرمانی آسیا ۱۹۷۰ به قهرمانی رسید. برخی از این موفقیت‌ها، با گرفتن میزبانی بالاترین رقابت‌های ورزشی آسیا توسط ایران، هم‌دوره بودند و میزبانی جام ملت‌های آسیا ۱۹۶۸ و ۱۹۷۶ نمونه‌های آن هستند. با روی دادن انقلاب ۱۳۵۷، یک وقفه در پیشرفت ورزش ایران، اتفاق افتاد. در دورانی، دولت جدید، ورزشگاه‌ها را رقیب مساجد دانست. تیم‌های بزرگ ایرانی، ملی شدند و از حضور زنان در بسیاری از فعالیت‌های مربوط، جلوگیری شد. افزون بر این، جنگ ایران و عراق، منابع کمی را برای اختصاص دادن به ورزش ایران، باقی گذاشت. با این حال، پشتیبانی عظیم مردم از ورزش، به ویژه در مورد فوتبال، ادامه‌دار بود. از دههٔ ۱۹۹۰ میلادی، ورزش ایران و فعالیت بانوان، احیا شد. با این حال، حجاب اجباری برای ورزشکاران زن و بی‌حجابی آنان در خارج از این کشور، باعث برخورد فدراسیون‌های ورزشی جمهوری اسلامی با این ورزشکاران، شده‌است. با وجود آنکه در دوران جمهوری اسلامی، هیچ قانونی حضور زنان در ورزشگاه‌های ایران را منع نمی‌کند، زنان، تنها در موارد محدودی برای تماشای فوتبال یا دیگر رشته‌های ورزشی مردان، به ورزشگاه‌ها راه یافتند. در سال ۱۳۹۸، کمی پس از درگذشت دختر آبی، که پس از تلاش برای ورود به ورزشگاه دستگیر شده بود، در بازی ایران و کامبوج از سری بازی‌های مقدماتی جام جهانی فوتبال، رسماً به زنان اجازه داده‌شد تا وارد ورزشگاه شوند.

## ورزش زنان

### تاریخچه

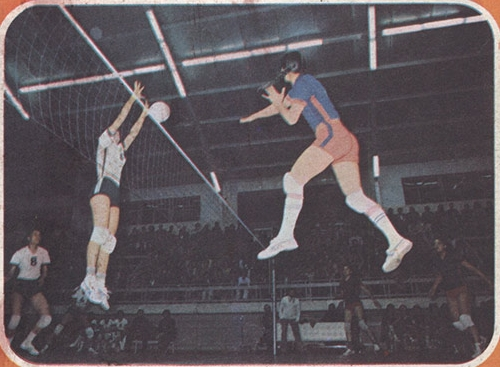
صحنه ای از بازی پاس برابر تاج. آخرین بازی از جام قهرمانی باشگاه‌های تهران ۱۳۵۳. پاس (آبی پوش) با پیروزی برابر تاج (سفید پوش) به مقام نایب قهرمانی مسابقات رسید.

تیم ملی والیبال ایران پیش از دریافت نخستین مدال تاریخ والیبال بانوان ایران. دوشنبه ۲۸ آذر ۱۳۴۵ در تالار سرپوشیده بانکوک. بانوان به ترتیب از راست: لیلی امامی، عذرا ملک، ژاله سید هادی‌زاده، پری فردی، مینا فتحی، روحی پندنواز، نسرین شکوفی، مهری خرازی و ماری تت (کاپیتان)

ورزش زنان در ایران به صورت جدی در دوران سلطنت دودمان پهلوی آغاز شد. در این دوره، تمرکز بالایی بر افزایش فعالیت‌های ورزشی بین زنان وجود داشت. از جمله فعالیت‌هایی که باعث رونق ورزش زنان و عادی‌سازی ورزش کردن زنان شد، می‌توان از برگزاری مسابقات آموزشگاه‌های ایران از دهه ۳۰ شمسی، برگزاری لیگ‌های والیبال، بسکتبال، هندبال، فوتبال، دو و میدانی، تنیس روی میز و ... در اشاره کرد. این مسابقات در ابتدا در سری مسابقات لیگ‌های استانی شروع شد، مانند لیگ والیبال زنان استان تهران از دهه ۳۰ و یا لیگ بسکتبال زنان استان تهران از دهه ۴۰ شمسی. سپس در دهه ۳۰ و ۴۰ شمسی مسابقات کشوری در این رشته‌ها به صورت مسابقه بین تیم‌های استان‌های مختلف در سطح کشور شروع به برگزاری کرد، مانند مسابقات والیبال، بسکتبال و یا هندبال قهرمانی زنان ایران. در بین تیم‌های قهرمان این مسابقات نام استان‌های تهران و اصفهان معمولا به چشم می‌خورد. در دهه ۵۰ شمسی و سال‌های پایانی سلطنت دودمان پهلوی نوع جدیدی از مسابقات ورزشی در ایران پایه‌گذاری شد که در آن باشگاه‌های ورزشی از سراسر ایران در لیگ‌های باشگاهی مختلف با یکدیگر رقابت می‌کردند. جام والیبال شهبانو و جام بسکتبال شهبانو از مهم‌ترین این مسابقات بودند.
در دوران سلطنت دودمان پهلوی باشگاه‌های ورزشی مختلفی در ورزش زنان شکل گرفت، مانند انجمن دوشیزگان و بانوان توسط پری اباصلتی که تیم‌های ورزشی دختران را در رشته‌های مختلف به میدان می‌فرستاد. علاوه بر آن، باشگاه‌های مطرح آن زمان نیز به تاسیس تیم‌های بخش زنان نیز روی‌ آوردند،‌ مانند تاج، پاس، آرارات، پرسپولیس، هما، ذوب‌آهن و سپاهان.
برگزاری گسترده مسابقات ورزشی باشگاهی و استانی زنان در این دوره باعث سرعت گرفتن شکل‌گیری تیم‌‌های ملی ورزش زنان شد، مانند بسکتبال، شمشیربازی و والیبال‌ (که اولین مدال بین‌المللی ورزش زنان ایران را در بازی‌های آسیایی ۱۹۶۶ کسب کردند).

### تماشاگران زن در ورزشگاه‌ها

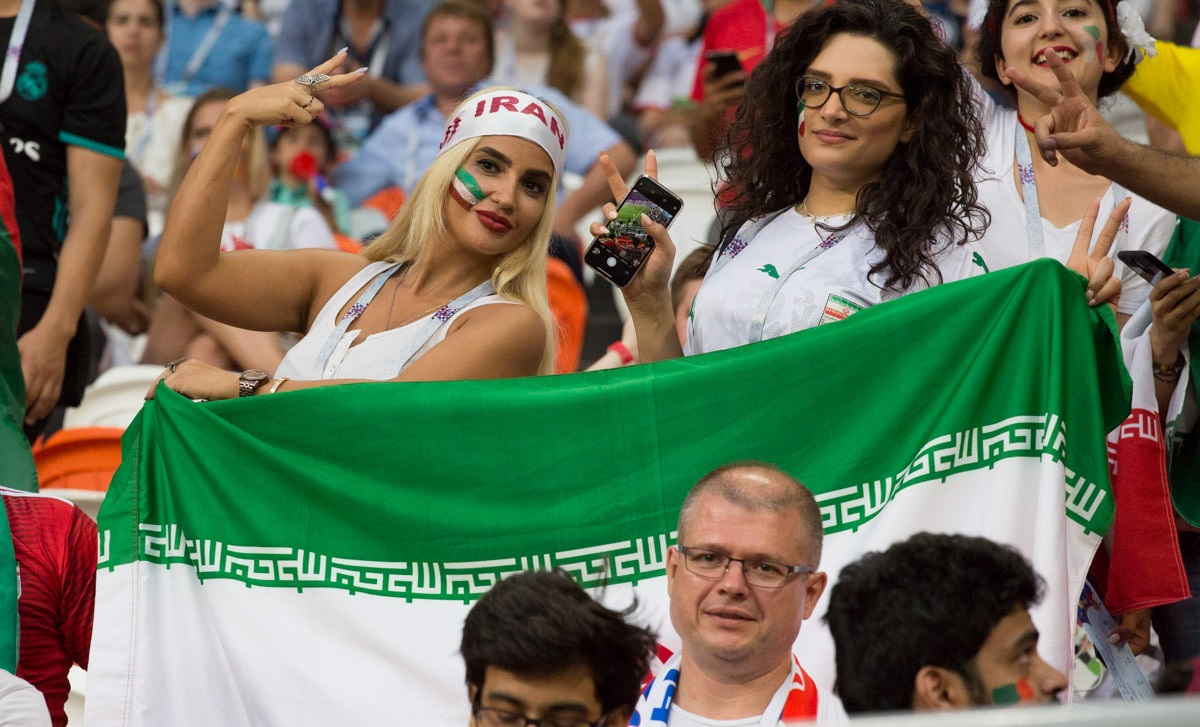
هواداران زن تیم ملی مردان ایران. پس از انقلاب ۱۳۵۷ زنان ایرانی تنها در بازی‌های خارج از کشور توانستند وارد ورزشگاه شوند؛ تا ۱۳۹۸ که با اقدام فیفا جایگاهی برای زنان هوادار در ورزشگاه آزادی تعیین شد.

در سال‌های پیش از انقلاب ۱۳۵۷، حضور زنان در ورزشگاه‌های ایران آزاد بود و زنان ایرانی می‌توانستند بازی‌های تیم ملی مردان را نیز آزادانه تماشا کنند اما در سال‌های پس از این انقلاب و در راستای سیاست‌های حکومت جمهوری اسلامی، حضور زنان، محدود و تماشای مسابقات مردان در سالن یا ورزشگاه، ممنوع شد. با وجود این ممنوعیت‌ها، زنان ایرانی همواره تلاش کرده‌اند که وارد ورزشگاه آزادی بشوند تا بازی تیم ملی را از نزدیک ببینند؛ اما نیروی انتظامی جمهوری اسلامی، این زنان را دستگیر کرده و مانع ورودشان به ورزشگاه شده‌است. در دهه‌های هفتاد و هشتاد این موضوع با درخواست زنان برای دیدن بازی‌های ورزشی مردان به ویژه فوتبال جدی‌تر شد و فشار فدراسیون‌های ورزشی آسیایی و جهانی برای پایان دادن به این ممنوعیت، ابعادی تازه به این موضوع داد. ممنوعیت تماشای بازی مردان در ورزشگاه‌ها برای زنان، گونه‌ای تبعیض جنسی شمرده شده‌است.
محمود احمدی‌نژاد، رئیس‌جمهور محافظه‌کار ایران، در تیر ۱۳۸۴، وعده داد که ورود زنان به ورزشگاه‌های ایران را آزاد کند؛ اما با مخالفت صریح روحانیت ایران، در طرح خود، شکست خورد. در همین دوره و در حاشیهٔ بازی ایران و بحرین در مرحلهٔ مقدماتی جام جهانی ۲۰۰۶ که منجر به راه‌یابی تیم ملی به جام جهانی شد، شمار کمی از زنان ایرانی (حدود ۷۰ تن) پس از تلاش‌های فراوان و تنها در نیمهٔ دوم، اجازه یافتند در ورزشگاه حاضر شوند؛ این، نخستین حضور زنان تماشاگر ایرانی پس از سال ۱۳۵۷، در ورزشگاه آزادی بود. در شهریور ۱۳۹۸، فیفا ضرب‌الاجلی برای حضور هواداران زن ایرانی در ورزشگاه‌ها داد. در پی این اقدام فیفا، زنان ایرانی در بازی ایران و کامبوج در مرحلهٔ مقدماتی جام جهانی ۲۰۲۲، وارد ورزشگاه آزادی شدند. برای زنان جایگاه ویژه‌ای تعیین شده‌بود و تلویزیون دولتی ایران در هنگام پخش زنده، به حضور زنان در ورزشگاه، اشاره‌ای نکرد.
با وجود محدودیت‌ها برای زنان ایرانی، هواداران زن رقبای تیم ملی، همانند کره‌جنوبی در ۱۳۹۵ و سوریه در سال ۱۳۹۶، توانسته‌اند وارد ورزشگاه آزادی شوند، در هنگامی که هواداران زن ایرانی، در پشت درها مانده‌اند. نخستین مورد از این حضور زنان خارجی در ورزشگاه آزادی در بازی پلی‌آف آسیا و اروپا در مرحلهٔ مقدماتی جام جهانی ۲۰۰۲ بود: زنان ایرلندی، تیم رقیب ایران، توانستند برای تشویق تیم ملی‌شان وارد ورزشگاه آزادی شوند. این رویداد با اعتراض فعالان جنبش زنان ایران مواجه شد؛ چرا که دریافتند این فقط زنان ایرانی هستند که اجازهٔ ورود به ورزشگاه را ندارند.

## پرهوادارترین ورزش‌ها

### فوتبال

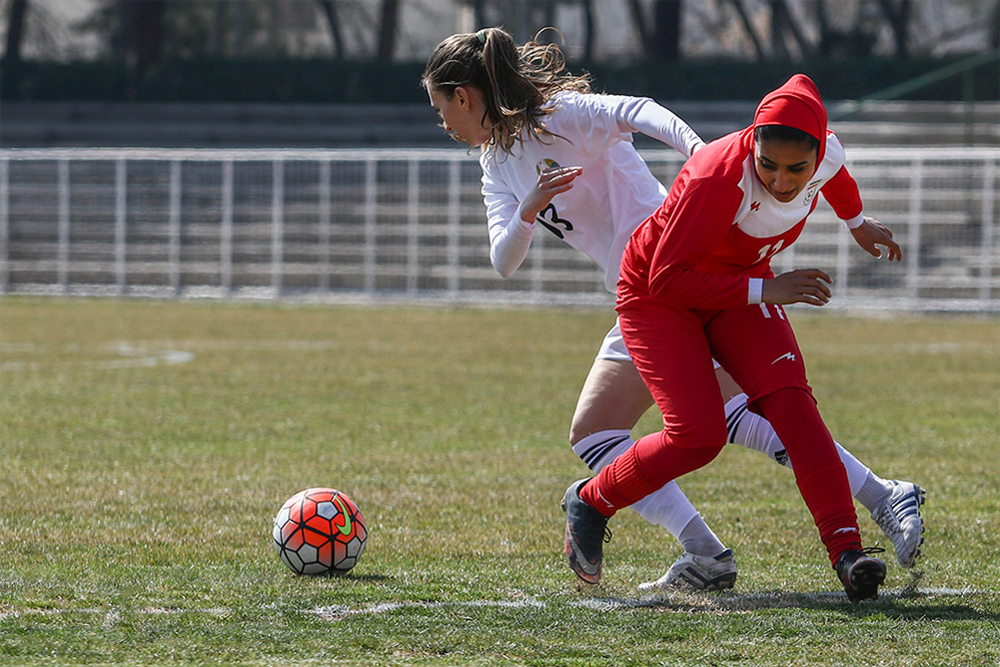
بازی دوستانهٔ تیم‌های ملی فوتبال زنان ایران و بلاروس در سال ۱۳۹۷

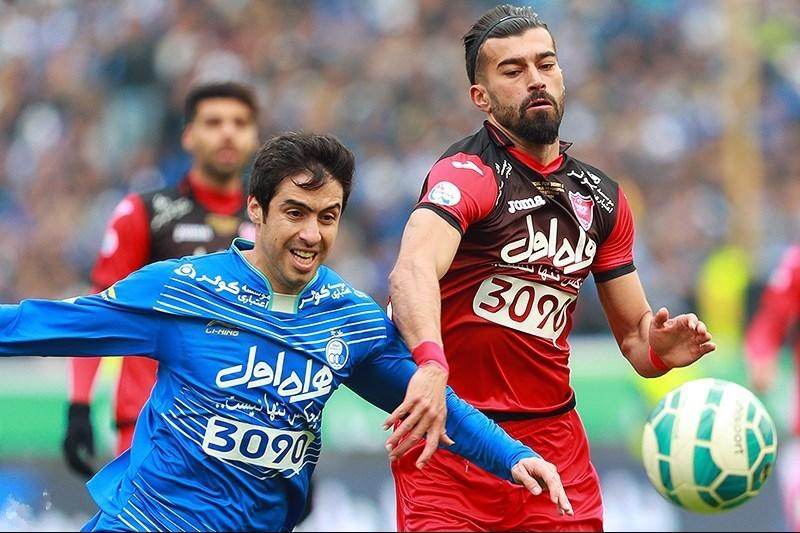
شهرآورد تهران، مهم‌ترین بازی باشگاهی فوتبال ایران و یکی از بزرگ‌ترین شهرآوردهای جهان

فوتبال در ایران به پرهوادارترین ورزش در این کشور تبدیل شده‌است. به عنوان دوره‌ای درخشان، تیم ملی فوتبال مردان ایران در سال‌های ۱۹۶۸، ۱۹۷۲، ۱۹۷۴ و ۱۹۷۶ به قهرمانی در بالاترین سطح آسیا دست یافت و نخستین‌بار در سال ۱۹۷۸ به جام جهانی فوتبال راه پیدا کرد. در این دوران درخشان، باشگاه فوتبال تاج نیز در مسابقات باشگاهی قهرمانی آسیا ۱۹۷۰ به قهرمانی رسید. برخی از این موفقیت‌ها، با گرفتن میزبانی بالاترین رقابت‌های ورزشی آسیا توسط ایران هم‌دوره بودند و میزبانی جام ملت‌های آسیا ۱۹۶۸ و ۱۹۷۶ نمونه‌های آن هستند. با روی دادن انقلاب ۱۳۵۷، یک وقفه در پیشرفت ورزش ایران، اتفاق افتاد. در دورانی، دولت جدید، ورزشگاه‌ها را رقیب مساجد دانست. تیم‌های بزرگ ایرانی، توقیف شدند و از حضور زنان در بسیاری از فعالیت‌های مربوط، جلوگیری شد. علاوه بر این، جنگ ایران و عراق، منابع کمی را برای اختصاص دادن به ورزش ایران باقی گذاشت. با این حال، پشتیبانی عظیم مردم از ورزش، به ویژه در مورد فوتبال، ادامه‌دار بود تا حکومت مجبور به از سرگیری فعالیت‌ها شود. پیشینهٔ فوتبال مردان در ایران به اواخر قاجار و رسمی‌اش به نخستین سال‌های دوران پهلوی می‌رسد؛ سال‌هایی که در آن نخستین باشگاه‌های ایرانی (حدود سال ۱۳۰۵) بنیان‌گذاری شدند. در سال ۱۳۲۵ فدراسیون فوتبال ایران ایجاد شد؛ اگرچه تیم ملی مردان زودتر ایجاد شده بود. لیگ برتر خلیج فارس بالاترین رده از فوتبال مردان در ایران است که ادامه‌دهندهٔ لیگ‌های پیشین این کشور است. به شکل رسمی پیشینهٔ فوتبال زنان در ایران به دههٔ ۱۳۴۰ برمی‌گردد. باشگاه‌های تهرانی تاج، پرسپولیس، دیهیم و عقاب پیشگامان ایجاد تیم حرفه‌ای زنان در ایران هستند. لیگ برتر فوتبال زنان ایران بالاترین رده از فوتبال زنان در ایران است. با وجود قطع ورزش و فوتبال زنان پس از انقلاب ۱۳۵۷، اما در دوران رئیس‌جمهوری محمد خاتمی به فوتبال زنان ایران اهمیت داده شد و زیرساختی برای زنان در نظر گرفته شد. تا پیش از این، پس از شروع دوبارهٔ ورزش زنان پس از انقلاب، فوتبال زنان ایرانی به دلایل انقلابی در سالن‌ها برگزار می‌شد.

### بسکتبال
نخستین نشانه‌های بسکتبال در ایران در سال‌های ۱۳۱۰ و ۱۳۱۱ یافت می‌شود. بسکتبال در ایران در سال‌های ۱۳۱۰ به بعد، در آموزشگاه‌های ایران وجود داشت تا اینکه در سال ۱۳۱۴، این ورزش به شکل رسمی توسط فریدون شریف‌زاده به مردم ایران، شناسانده گردید. در سال ۱۳۲۴، فدراسیون بسکتبال ایران بنیان‌گذاری شد. تیم ملی بسکتبال زنان ایران در سال ۱۳۴۴ تاسیس شد و تیم ملی بسکتبال مردان ایران نیز برای بار نخستین توانست در سال ۱۹۴۸ در مسابقه‌های المپیک لندن شرکت کند. مسابقات باشگاهی بسکتبال زنان ایران از سال ۱۳۵۴ با عنوان جام شهبانو آغاز شد که ایرانا اولین قهرمان ایران نام گرفت. در بخش مردان مسابقات باشگاهی بسکتبال مردان ایران از سال ۱۳۵۴ با عنوان جام ولیعهد آغاز شد که باشگاه پهلوی تهران اولین قهرمان ایران نام گرفت.

### والیبال

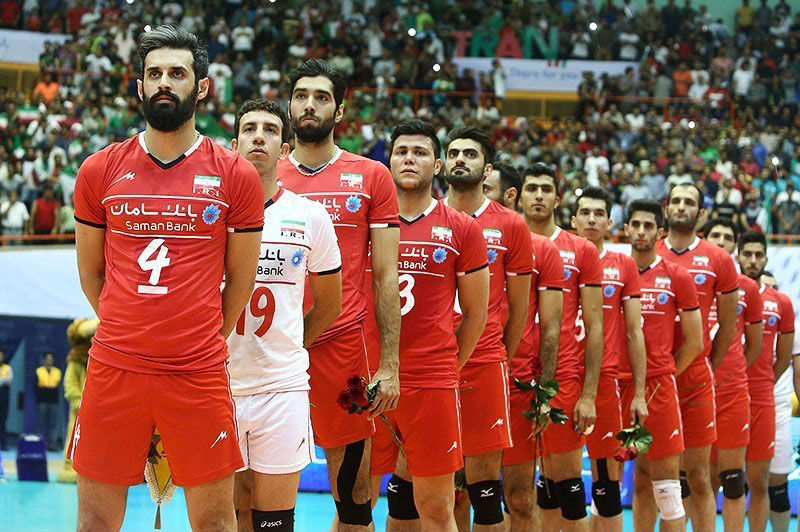
تیم ملی والیبال مردان ایران در ژوئن ۲۰۱۵‏

از سال ۱۳۰۴ بود که توجه همگانی در ایران نسبت به ورزش والیبال بیشتر شد و به سرعت هواداران بسیاری را جذب کرد. نخستین مسابقهٔ والیبال ایران در سال ۱۳۰۴ میان دو تیم دارالمعلمین ورزش و کلوپ شایسته برگزار گردید. کمی بعد، والیبال به آموزشگاه‌های این کشور نیز راه یافت. در سال ۱۳۱۴ نیز دوره‌ای از مسابقه‌های باشگاهی در تهران، پایتخت ایران، برگزار گردید و تیم والیبال باشگاه دربند توانست به قهرمانی برسد. در این سال همچنین مسابقه‌های دوستانه و انگیزشی میان تیم‌های زنان ایرانی برگزار شد. در سال ۱۳۱۸، نخستین دورهٔ مسابقه‌های والیبال قهرمانی ایران، هم‌دوره با مسابقه‌های رشته‌های ورزشی دیگر، برگزار گردید. در دورهٔ نخست پدید آمدن فدراسیون‌های ورزشی (۱۳۲۵–۱۳۲۰) والیبال و بسکتبال فدراسیونی مشترک داشتند و تا سال ۱۳۳۶ به همین روش ادامه یافت. در این سال‌ها رقابت‌های سطح بالای این ورزش در رده‌های گوناگونی برگزار می‌شد. تیم ملی والیبال مردان ایران بعدتر به مسابقه‌های والیبال در بازی‌های آسیایی ۱۹۵۸ رفت و افتخارآفرینی کرد. پس از این نیز این ورزش در ایران گسترش یافت و دستاوردهای قابل توجهی داشته‌است. تیم ملی والیبال زنان ایران در که اولین مدال بین‌المللی ورزش زنان ایران را در بازی‌های آسیایی ۱۹۶۶ کسب کردند.
مسابقات باشگاهی والیبال زنان ایران از سال ۱۳۵۴ با عنوان جام شهبانو آغاز شد که هما اولین قهرمان ایران نام گرفت. مسابقات باشگاهی والیبال مردان ایران از سال ۱۳۵۴ با عنوان جام پاسارگاد آغاز شد که دخانیات تهران اولین قهرمان ایران نام گرفت.

### کشتی

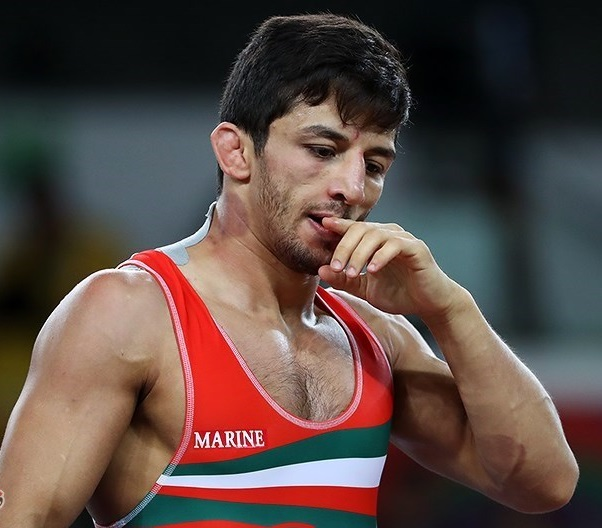
سوریان در بازی‌های المپیک تابستانی ۲۰۱۶ در ریو دو ژانیرو

کشتی در ایران، دست کم از دوران قاجار هواداران بسیاری داشته‌است. از دوران پهلوی اول زورخانه با فرهنگ نوین رونق بیشتری یافت و در کنار زورخانه‌ها، باشگاه‌ها و ورزشگاه‌ها ساخته شدند. مسابقه‌های کشتی تا سال ۱۳۱۸ به صورت پهلوانی با رسم‌های ویژه‌ای ادامه یافت اما از این سال به بعد با ورود مقررات بین‌المللی به ایران، تغییر و دگرگونی‌هایی در روش کشتی گرفتن و پوشاک کشتی‌گیران ایرانی، پدیدار شد. در سال ۱۳۱۸ نخستین دورهٔ مسابقه‌های کشتی آزاد قهرمانی ایران در ورزشگاه امجدیه برگزار گردید. نخستین باشگاه کشتی این کشور نیز باشگاه سلیمان‌خان، پایین خیابان شاهپور بوده‌است. نخستین تیم کشتی از خارج نیز تیم ترکیه بود که در سال ۱۳۲۶ به ایران سفر کرد.
نخستین حضور جهانی کشتی ایران در المپیک ۱۹۴۸ بود که در آن، منصور رئیسی مقام چهارمی آورد. با آشنایی بیشتر کشتی‌گیران ایرانی با تکنیک‌های نوین این ورزش، کم‌کم افتخارات بسیاری توسط کشتی ایران به دست آمد و بسیاری از قهرمانان ایرانی در این ورزش بر سکوهای جهانی قرار گرفته‌اند.

### وزنه‌برداری
فدراسیون وزنه‌برداری ایران در سال ۱۳۱۸ پدیدار گردید و نخستین اردوی وزنه‌برداری درسال ۱۳۱۹ با حضور امیر شرفی، طباطبایی، حیات غیب، افشارطوس و نادری برگزار شد. کمی بعد نیز مسابقه‌های قهرمانی کشوری آغاز شدند.
از نخستین دوره تاکنون، وزنه‌برداری این کشور در دوره‌های گوناگونی قهرمانان بزرگی داشته‌است که دستاوردهایی جهانی و المپیکی داشته‌اند.

### ورزش زورخانه‌ای
ورزش زورخانه‌ای یا ورزش باستانی یا ورزش پهلوانی، نام سری جنبش‌های ورزشی و رزمی است که در زورخانه و با ضرب مرشد از گذشته‌های دور رواج داشته‌است. آیین‌های پهلوانی و زورخانه‌ای در تاریخ ۲۵ آبان ۱۳۸۹ برابر با ۱۶ نوامبر ۲۰۱۰ در فهرست میراث معنوی یونسکو از سوی ایران به ثبت جهانی رسید.

### فوتسال
تیم ملی فوتسال ایران نمایندهٔ این کشور در مسابقه‌های فرامرزی است و توسط کمیتهٔ فوتسال، که زیر نظر فدراسیون فوتبال ایران است، اداره شده‌است. این تیم یکی از قدرت‌های آسیایی است.

### دوچرخه‌سواری

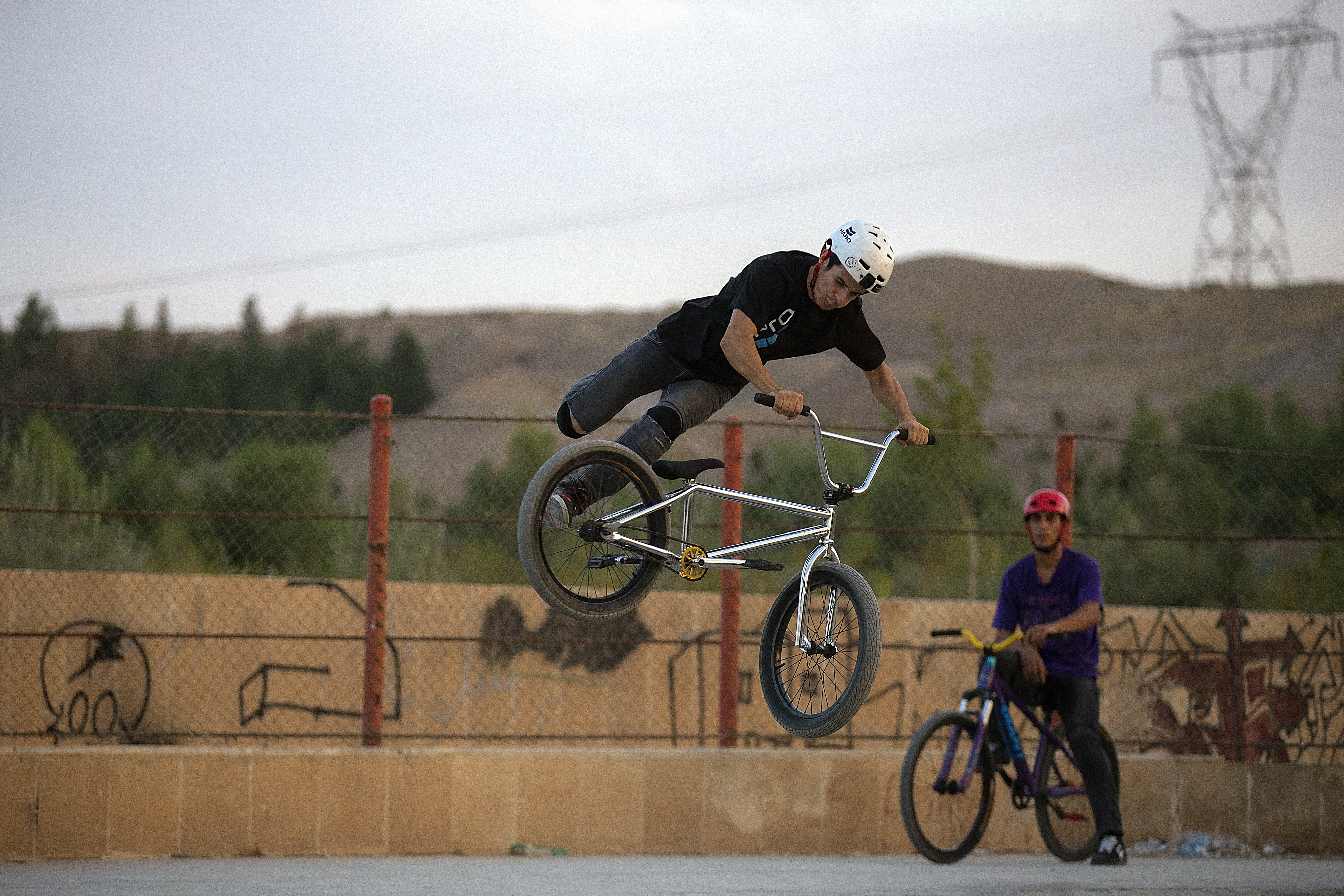
دوچرخه‌سواران بی‌ام‌اکس در ایران

دوچرخه‌سواری در ایران به پیشینه و محدودیت‌های دوچرخه‌سواری در این کشور، می‌پردازد. برای نخستین‌بار، در دورهٔ قاجاریان بود که دوچرخه‌سواری در ایران وارد شد اما در دوران پهلوی و در در سال ۱۳۲۴ بود که نخستین نهاد دوچرخه‌سواری ایران، بنیان‌گذاری شد و فدراسیون دوچرخه سواری‌ای در این کشور، پدید آمد تا کنترل رشته‌های وابسته را در این کشور، به‌دست گیرد.
در دوران جمهوری اسلامی، دوچرخه اسلامی در ایران بسیار مورد توجه بوده‌است و تلاش شد تا در جهت کاهش میل جنسی مردان مسلمان ایرانی به زنان دوچرخه‌سوار، دوچرخه‌هایی، طراحی و تولید شود. کم‌کم، روحانیت ایران، دوچرخه‌سواری زنان را تنها در محیطی بسته و در مکانی که در معرض دید نامحرم نباشد، مجاز اعلام کرد. سامانه‌های دوچرخه اشتراکی نیز در میانه‌های دههٔ ۱۳۹۰، در این کشور راه افتادند که گاه در هنگام تظاهرات، جمع‌آوری شدند؛ این سامانه‌ها، از دید برخی رسانه‌ها، شکست خوردند و چرایی آن نیز، نداشتن زیرساخت شهری مرتبط در ایران، بود. اعلام شده‌است که در این دوران، انگیزه‌ای جدی برای ایجاد چنین زیرساختی، نبوده‌است؛ با این حال، در شهرهایی در ایران نیز، مسیرهایی برای دوچرخه ساخته شده‌است. هرچند که گسترده نیست.

### هاکی

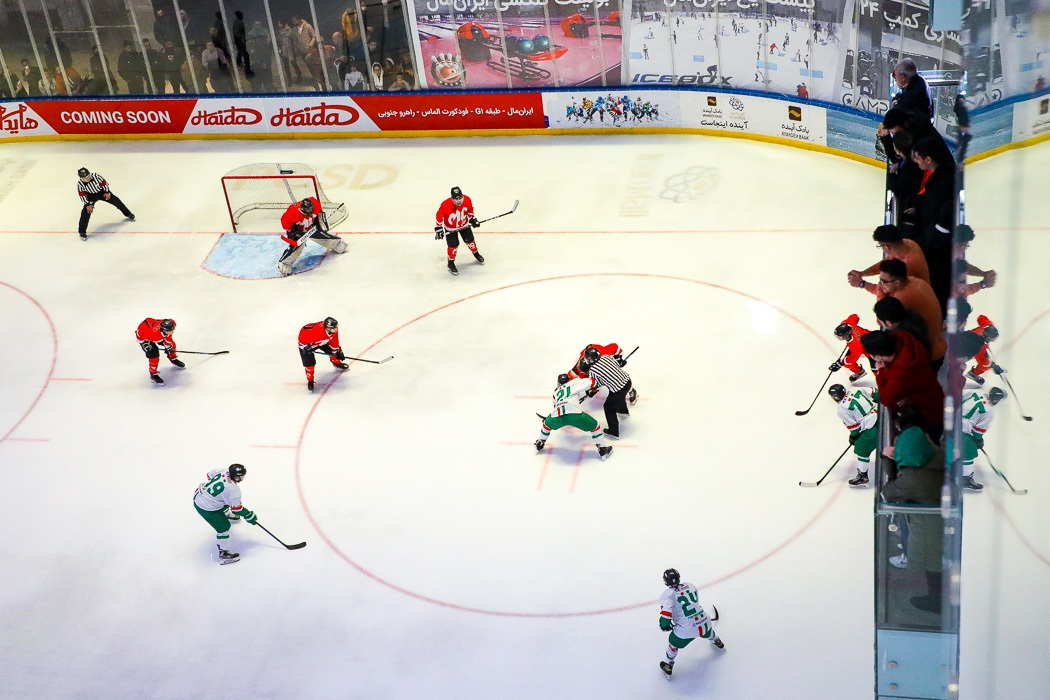
لیگ هاکی رو یخ ایران در سال ۲۰۲۳

ایران در میان همسایگان خود و خاورمیانه از برتری ویژه در زمینه موقعیت جغرافیایی برای گسترش هاکی بهره می‌برد اما کمبود بودجه باعث شد تا دهه‌ها توجه کمی به این پیشزمینه جغرافیایی شود. پس از انقلاب ۵۷ هاکی چندان مورد توجه نبود و از اواخر دهه ۱۳۹۰ اقدام‌هایی در زمینه بازسازی هاکی به ویژه هاکی روی یخ ایران انجام شد. اگرچه که بیشتر در زمینه هاکی مردان بودند اما در زمینه زنان نیز اقداماتی شد و برای نمونه در شهریور ۱۳۹۹ اعلام شد که تیم ملی هاکی روی یخ دختران پس از ۲۰ سال شکل خواهد گرفت.

### هندبال
لیگ هندبال زنان از سال ۱۳۸۴ و لیگ مردان از سال ۱۳۸۷ در ایران برگزار می‌شود. تیم ملی هندبال زنان ایران در سال ۲۰۲۱ برای اولین بار در جام جهانی حضور داشت. تیم ملی مردان ایران نیز ۲ بار در سال های ۲۰۱۵ و ۲۰۲۳ در جام‌جهانی حضور داشته است. اولین مسابقات هندبال زنان در ایران مسابقات آموزشگاهی سال ۱۳۴۹ بود که در آن تربت حیدریه قهرمان شد. در اولین دوره مسابقات هندبال قهرمانی کشور زنان در سال ۱۳۵۴ (و همزمان با تاسیس فدراسیون هندبال در ایران) در مشهد هم تیم تهران قهرمان شد.

### اسب‌دوانی
مسابقه‌های اسب‌دوانی در این کشور برگزار می‌شود.

### بدن‌سازی و فیتنس

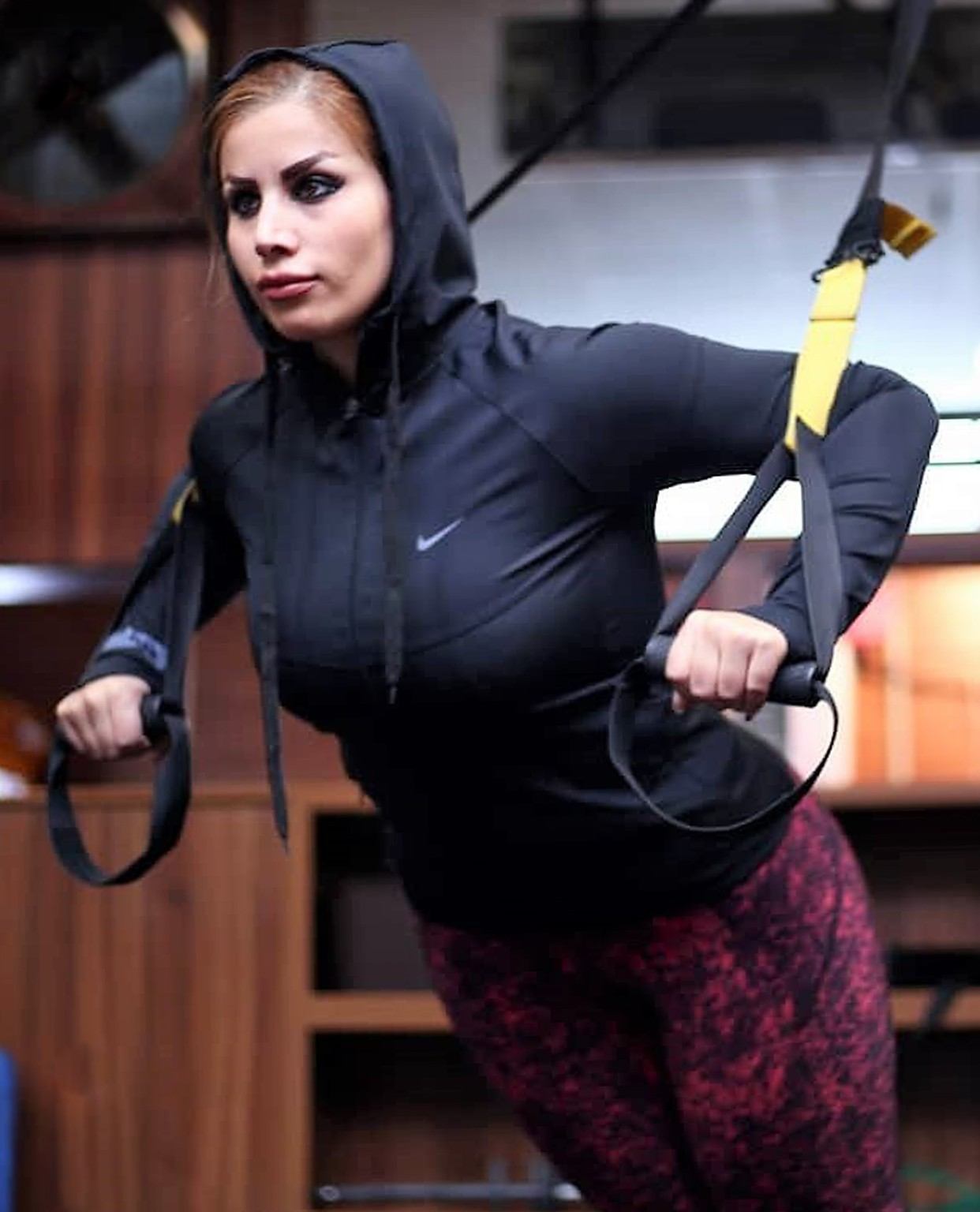
یک بدنساز ایرانی. از دید فدراسیون بدن‌سازی جمهوری اسلامی، زنان نمی‌توانند در مسابقه‌ها شرکت کنند.

ایران به عنوان یک قطب در جهان در زمینهٔ آموزش مربی‌های بین‌المللی بدنسازی و فیتنس انتخاب شده‌است. مسابقات بدنسازی و پرورش اندام قهرمانی ایران نیز در این کشور برگزار می‌شوند.

### راگبی
راگبی ایران پیش از انقلاب سال ۱۳۵۷ پایه‌گذاری گردیده و از پیشینه‌ای طولانی برخوردار است.

### شنا
نخستین استخر حرفه‌ای که برای بهره‌گیری ورزشکاران از آن و آموزش اصول نوین شنا به آنان ساخته شد، در سال ۱۳۱۴ و در منظریه تهران بوده‌است. یک مربی ورزش بین‌المللی به نام گیبسون بر آن استخر نظارت داشت. پایه‌های ورزش شنای نوین در این کشور نیز از همین استخر ریخته شده‌است.

### چوگان
چوگان یک ورزش ملی ایرانی برای زنان و مردان است که بلندپایگان و شاهان نیز آن را بازی می‌کردند. این ورزش با توجه به گسترش یافتنش در میان پادشاهان و بزرگان، به بازی شاهان آوازه یافت. نام چوگان از نام چوبی که در آن استفاده می‌شود، برگرفته شده‌است. این بازی نخست عنوانی نظامی و جنگی داشت و سوارکاران ایرانی در آن استعداد اسب‌های جنگی‌شان را به نمایش می‌گذاشتند. همچنین ورزش چوگان امروزی از بازی چوگان ایرانی منشأ گرفته‌است.

## بودجه و اقتصاد
بودجه ورزش در سال ۲۰۱۰ در ایران ۸۰ میلیون دلار بوده‌است یعنی سرانه بودجهٔ ورزش در ایران در سال ۲۰۱۰ برای هر نفر یک دلار بود.
در سال ۱۳۹۶ اعلام گردید که در تمامی سال‌های گذشته از این تاریخ، بودجهٔ ورزش، همیشه اندک بوده‌است. در خرداد ۱۴۰۰، عباس اورسجی، رئیس فدراسیون کبدی اعلام کرد که «بودجهٔ ورزش خیلی خیلی پایین است. همچنین سرانه مردم از فضاهای اختصاصی ورزشی کم است».

## چالش‌ها

### چالش‌های اسلامی
پوشش اسلامی برای ورزش ایران مشکلاتی پدیدآورده‌است. در نمونه‌ای در ورزش پرهوادار فوتبال، پس از مشکلات پوشش اسلامی سر زنان تیم ایران برای المپیک ۲۰۱۲ لندن و اینکه در دور مقدماتی این رقابت‌ها، مقام‌هایی از فیفا پوشیدن اونیفرم با کلاه ویژه برای زنان ایرانی را ممنوع کردند، رسانه‌های بین‌المللی به حذف ایران از رقابت‌ها بخاطر حفظ حجاب پرداختند. قانون فیفا می‌گفت که هرگونه تبلیغ ایدئولوژی، دین و فکری با هر پوششی ممنوع است. در یکی از ایرادها فیفا اعلام کرد که بخشی از حجاب اسلامی به سلامتی بازیکنان آسیب می‌زند که از سوی ایران رد شد. گاردین نوشت که این بار زنان مسلمان تنها توسط ایمانشان مورد ظلم واقع نشدند و به چنین محرومیتی برای تیم ایران، اعتراض کرد. گزارش‌هایی از محرومیت از ورزش ملی در ایران به‌خاطر نداشتن حجاب نیز منتشر شده‌است. در یکی از این گزارش‌ها، در سال ۲۰۱۷ خط خوردن شیوا امینی از تیم ملی فوتسال زنان ایران به‌خاطر حضور بدون حجابش در یک بازی فوتبال، توجه محافل ورزشی را به خود گرفت اما فدراسیون فوتبال ایران چنین چیزی را رد کرد. اما خود این بازیکن اعلام کرد که مسئولان رسمی فدراسیون به او گفتند که «ورزشکاران زن ملی پوش ایران همیشه موظف‌اند که مطیع منشور پوشش اسلامی در عرصه عمومی باشند». به صورت کلی با روی آوردن بیشتر زنان جوان ایرانی به رشته‌های ورزشی و حضورهای جهانی‌شان، روند برخورد با این ورزشکاران که حجاب اسلامی دلخواه مراجع مذهبی ایران را رعایت نمی‌کنند، شدت گرفت. گزارشی در ۲۰۱۱ نوشت که سختگیری‌های مذهبی و حکومتی، بزرگ‌ترین مانع‌های پیش روی فعالیت آزادانهٔ زنان ورزشکار در ایران هستند. بر اساس گزارشی در مارس ۲۰۲۱، فوتبال زنان ایران هنوز زیر سایهٔ روحانیان، تندروهای جمهوری اسلامی و حتی ائمه جمعه است. همچنین بر اساس فرمانی از وزارت کشور، بازی‌های لیگ زنان ایران باید در ساعت‌های نخستین صبح، پیش از ظهر برگزار شوند. این گزارش نوشت که خمینی، رهبر جمهوری اسلامی هرچند که با ورزش زنان رسماً مخالف نبود اما با شعارهای تبلیغاتی‌اش و محدودیت‌های پس از انقلاب، وضعیت را به‌طور فزاینده‌ای برای زنان مشکل‌ساز کرد. گزارشی در ایران اینترنشنال دربارهٔ ورزش زنان در جمهوری اسلامی از «محدودیت‌های مذهبی و الزام به تبعیت از قانون حجاب اجباری در تمامی محافل عمومی چه در داخل و چه در خارج از کشور» گفت و نوشت: «ورزشکاران زن و قهرمانان ملی قرار بود الگوهای اسلامی و بلندگوهای تبلیغاتی نظام باشند و این تنها دلیل تلاش جمهوری اسلامی برای حضور زنان ورزشکار با حجاب اسلامی در میادین بین‌المللی بود».
چالش‌های اسلامی به شرکت نکردن ایران در برخی رشته‌های ورزشی انجامیده‌است؛ ورزشکارانی همانند شناگرها، شیرجه‌روها و رشته‌های دیگر که با اصل حفظ حجاب ضدیت داشتند، افقی برای شرکت در رقابت‌ها نداشتند. در دوره جمهوری اسلامی، برخی ورزش‌ها در ایران برای زنان به رسمیت شناخته نشدند. در نمونه‌ای زنان در مسابقه‌های بدن‌سازی نیز نمی‌توانستند شرکت کنند و مسئولان برخی ورزش‌ها از مغایرت رشته‌ها با فرهنگ اسلامی گفتند. در سال ۱۳۸۹ سه مرجع تقلید شیعه، اعزام ورزشکاران زن ایرانی به خارج را حرام اعلام کردند.
دوچرخه‌سواری زنان، سلفی زنان با فوتبالیست‌ها، شنا با مایو و انجام مسابقه دو و میدانی با پوشاکی همانند شورت و تی‌شرت آستین کوتاه، از دیگر مواردی هستند که برای زنان ایرانی در دوره جمهوری اسلامی در همین رابطه ممنوع شده‌اند.

### مهاجرت ورزشکاران
مهاجرت ورزشکاران از ایران که در اواخر دههٔ ۱۳۹۰ موجی بی‌سابقه داشت، معمولاً دارای دلایلی با منشأ سیاسی و اجتماعی بوده‌است. مشکلات مربوط به مسابقه دادن با اسرائیلی‌ها، مسائل حجاب و زنان، دستگیری در تظاهرات و مسائل خانوادگی از دلایل مهاجرت ورزشکاران سرشناس ایرانی، اعلام شده‌است.

## رسانه‌های ورزشی
در سال ‪ ۱۳۰۶‬هم‌دوره با به تصویب رسیدن «قانون ورزش اجباری در آموزشگاه‌ها» نشریهٔ ورزشی پیش‌آهنگی ایران توسط احمد امین‌زاده به عنوان قدیمی‌ترین نشریهٔ ورزشی این کشور، منتشر گردید. در سال ۱۳۰۷ مجلهٔ ورزش توسط میرمهدی ورزنده در پایتخت ایران، تهران و در همان دوره نشریه‌ای دیگر با عنوان ورزش توسط وی کارش را آغاز کرد. اما قدیمی‌ترین نشریهٔ تمام‌ورزشی ایرانی، مجلهٔ آیین ورزش است که در سال ۱۳۱۴ توسط مدیر باشگاه شعاع در شهر تهران کارش را شروع کرد. قدیمی‌ترین نشریهٔ نیمه‌تخصصی ورزشی این کشور نیز مجلهٔ اصلاح نژاد اسب بوده‌است که نخستین شماره‌اش در سال ۱۳۱۸ پخش شد. دوران شکوفایی نشر ورزشی در ایران، دههٔ ‪ ۱۳۲۰‬بوده‌است؛ هنگامی که بر پایهٔ آمارها، ‪ ۲۶‬عنوان نشریهٔ ورزشی ایرانی نشر یافته و پس از این دوره نیز نشر ورزشی توانست رشدی متناسب داشته باشد.
پس از قهرمانی تیم فوتبال مردان ایران در جام ملت‌های آسیا ۱۹۶۸ تهران غرق در شادی شد و برای نخستین بار، فوتبال مردم ایران را به خیابان‌ها کشاند. فوتبالیست‌های تیم ملی مردان به کاخ نیاوران و مجلس شورای ملی دعوت شدند، خوانندگانی همچون ویگن و دلکش نخستین ترانه‌های فوتبالی در پشتیبانی از تیم ملی را خواندند و حتی نشریات غیر ورزشی نیز به پوشش و پیگیری اخبار مربوط به تیم ملی پرداختند. به عنوان مثال هفته‌نامه زن روز در سرمقالهٔ شمارهٔ ۴ خرداد ۱۳۴۷ نوشت: «اینک کلمه انگلیسی فوتبال کلمه ملی ماست.»